# The Purple Mask
The Purple Mask é um seriado estadunidense de 1916, em 16 capítulos, no gênero ação, produzido pela Universal Studios e dirigido e estrelado por Francis Ford e Grace Cunard. Estreou nos cinemas estadunidenses em 25 de dezembro de 1916, tendo veiculado durante o ano de 1917.

## Elenco

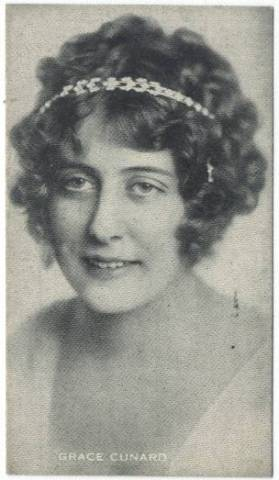
Grace Cunard, que escreveu, dirigiu, produziu e interpretou o seriado The Purple Mask.

- Francis Ford	 ...	Phil Kelly / A esfinge
- Grace Cunard	 ...	Patricia Montez / Rainha dos Apaches
- Jean Hathaway	 ...	Eleanor Van Nuys
- Peter Gerald	 ...	Pete Bartlett (creditado Pete Gerald)
- Jerome Ash	 ...	Bull Sanderson, (creditado Jerry Ash)
- John Featherstone	 ...	Stephen Dupont
- John Duffy	 ...	Silk Donahue
- Monty Banks	 ...	Jacques (creditado Mario Bianchi)
- Joe Moore	 ...	Jack Elliot
- Gertrude Short	 ...	Mary MacLean
- Tom London	 ...	Robert Jackson, Inventor (creditado Leonard Clapham)
- William White	 ...	O Rei
- Philip Ford	 ...	Joe Butts
- Abe Mundon	 ...	Wallace Drew
- John Ford (não confirmado)

## Capítulos
1. The Vanished Jewels
2. Suspected
3. The Capture
4. Facing Death
5. The Demon of the Sky
6. The Silent Feud
7. The Race for Freedom
8. Secret Adventure
9. A Strange Discovery
10. House of Mystery
11. Garden of Surprise
12. The Vault of Mystery
13. The Leap
14. The Sky Monsters
15. Floating Signal
16. Prisoner of Love